# Erebia dispersa
Erebia dispersa är en fjärilsart som beskrevs av Curt Eisner 1946. Erebia dispersa ingår i släktet Erebia och familjen praktfjärilar. Inga underarter finns listade i Catalogue of Life.